# Malawisuchus
Malawisuchus (betekent 'Malawi krokodil') is een geslacht van uitgestorven notosuchide Mesoeucrocodylia uit de Dinosaur Beds uit het Vroeg-Krijt van Malawi. Het werd in 1997 beschreven door Elizabeth Gomani als een lid van de familie Notosuchidae. De typesoort is Malawisuchus mwakasyungutiensis, verwijzend naar Mwakasyunguti, het gebied in het noorden van Malawi waar het werd gevonden. Het werd geclassificeerd als een lid van de familie Itasuchidae door Carvalho e.a. in 2004. Het holotype is Mal-45, een skelet met schedel.
Malawisuchus werd voor het eerst ontdekt in 1989, maar werd enkele jaren niet formeel beschreven. Het had ongewone, zoogdierachtige tanden, waaronder tanden met meerdere knobbels aan de achterkant van de kaak. Zijn kaakgewricht suggereert dat hij voedsel met een voorwaartse beweging verwerkte. De nek was sterk en de articulaties van de achterpoot suggereren een rechtopstaande houding en het vermogen om te rennen, terwijl de spieraanhechtingen op de bovenarm graven suggereren; bovendien suggereert de tafonomie van in verband liggende exemplaren dat ze in holen waren bewaard. 
Het was een kleine krokodil, slechts ongeveer zestig centimeter lang. De schedel was kort en laag maar met een bol profiel. De combinatie van lange caniniforme tanden met hoge verscheurende tanden achter in de kaken, geeft de kop een haast katachtig uiterlijk. De onderkaak is zeer hoog.